# 深夜トーク番組

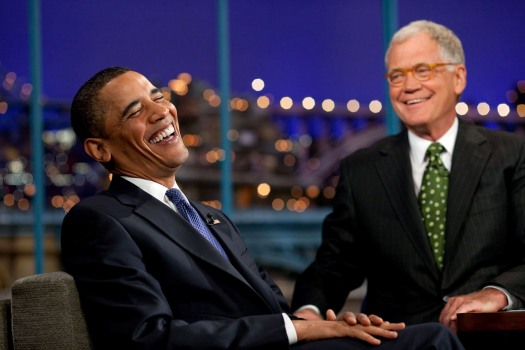
深夜トーク番組でデイヴィッド・レターマン（右）のインタビューを受けるゲストのバラク・オバマ（左）

深夜トーク番組（しんやトークばんぐみ、英: late-night talk show）は、アメリカ合衆国で生まれたトーク番組のジャンル。通常、その日のニュースに関するユーモラスなモノローグ、ゲストのインタビュー、コント、演奏で構成される。自発的な会話や、司会者が視聴者全員に直接話しかけているかのような臨場感や親密感が特徴である。また、基本的に司会者の個性によって番組の特性が変わる。
深夜トーク番組の形式は、ジョニー・カーソンとアシスタントのエド・マクマホンによるNBCの番組『ザ・トゥナイト・ショー・スターリング・ジョニー・カーソン』で普及した。通常、司会者は机の奥からインタビューを行い、ゲストはソファに座る。多くの深夜トーク番組には専属のバンドが出演しており、通常はCMの間にスタジオの観客のためにカバー曲を演奏し、時折ゲストアーティストの加勢をすることもある。
深夜トーク番組はアメリカでは広く視聴されているが、その他の国々ではあまり有名ではない。他の国で放送されるトーク番組とは共通点も多いが、これらは週1回の放送が一般的であるのに対し、アメリカでは毎晩放送される。また、アメリカではプライムタイムと呼ばれる時間帯に放送されることが多い。多くのアメリカ人が1日に必要な7 - 8時間の睡眠をとれていない主な要因として、深夜番組の人気が挙げられている。

## 歴史

### 1940年代 - 1960年代

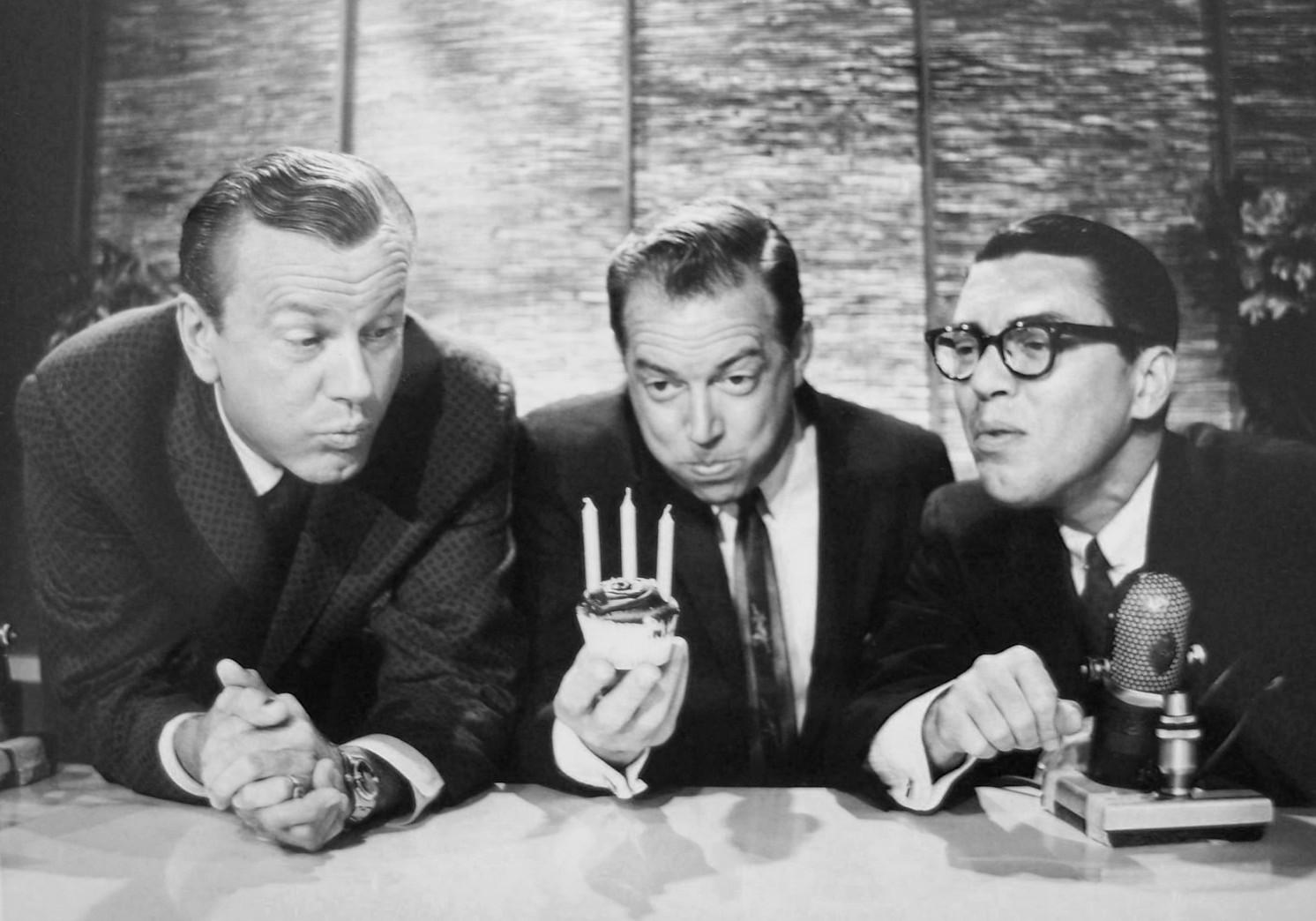
『トゥナイト・スターリング・ジャック・パール』のキャスト（1960年）

深夜トーク番組の起源は初期のバラエティ番組にある。この構成はラジオからテレビに移行したもので、ラジオの黄金時代では主流のエンターテインメントだった。『ザ・ペプソデント・ショー』は、毎週の放送で司会者のボブ・ホープが時事的で、かつ政治的であることが多い観察コメディを矢継ぎ早に繰り広げるという構成であり、これが後の深夜トーク番組に発展した。
初期のテレビのバラエティ番組には、CBSで1948年から1971年まで日曜日の夜に放送された『エド・サリヴァン・ショー』や、1948年から1956年までNBCで放送されたミルトン・バールの『テキサコ・スター・シアター』などがあり、週に1回、プライムタイムと呼ばれる夜の時間帯に放送された。
最初の深夜番組である『ブロードウェイ・オープン・ハウス』は1950年にNBCで放送されたが、司会者のジェリー・レスターが番組を降板したことで、1年後に放送を終了した。降板の理由としては、アシスタントのダグマーに人気を奪われたことや、短時間で大量の資料に目を通さなければならないことからくる極度の疲労、深夜に放送を視聴できるテレビがアメリカにはまだ少なかったことへの不満があったとされている。その後しばらくの間、テレビの深夜番組は、メアリー・ケイ・スターンズが司会を務める翌日の番組の予告編であるNBCの『ナイトキャップ』のみになった。
初めてテレビで放送された深夜トーク番組は、女優のフェイ・エマーソンが司会を務めるCBSの『ザ・フェイ・エマーソン・ショー』だった。この番組は東海岸のみで1949年10月24日に放送を開始し、22時45分から15分間のレギュラー放送を行っていた。その後、1950年3月にこの番組は全米で放送されるようになった。また、1950年にエマーソンは約6か月の間、NBCで『フィフティーン・ウィズ・フェイ』という同様の番組の司会も務めていた。この番組は政治的であることを隠していなかったという点において、NBCの他の番組とは異なっていた。エマーソンは民主党を支持していることを公言しており、ヴォードヴィルやバラエティ番組に出演することもある一方で、自身の番組ではソ連指導者のヨシフ・スターリンなど、様々な政治家や知識人へのインタビューを行っていた。
1954年には『ザ・トゥナイト・ショー』シリーズの初代となる、スティーブ・アレンが司会を務めた『トゥナイト・スターリング・スティーブ・アレン』がNBCで放送を開始した。この番組はオープニングのモノローグ、有名人のインタビュー、視聴者の参加、コメディの演出、演奏などといった現代のトーク番組の定番を数多く生み出した。また、『トゥナイト・スターリング・スティーブ・アレン』以降数十年にわたって成功を収めたスティーヴ＆イーディのようなボーカル・グループなど、ラジオ時代の名残も存在していたが、後の深夜番組では廃止された。この時までに連邦通信委員会は新規テレビ局の凍結を解除し、全米で新しいテレビ局の設置が許可されるようになったことで、テレビの売上は急激に増加した。その結果、『ブロードウェイ・オープン・ハウス』とは異なり、『トゥナイト・スターリング・スティーブ・アレン』は大きな成功を収めた。
番組の成功を受けて、アレンは日曜日の夜の『エド・サリヴァン・ショー』と同時間帯に放送される『ザ・スティーブ・アレン・ショー』という他の番組を引き受けることになった。その一方で、『トゥナイト・スターリング・スティーブ・アレン』の司会者の座はアレンとアーニー・コバックスの2人で分担された。アレンとコバックスは、『ザ・スティーブ・アレン・ショー』に力を入れるため、1957年に『トゥナイト・スターリング・スティーブ・アレン』を降板した。2人の降板後、番組の構成は『トゥデイ』に似たものになり、番組名は『トゥナイト！アメリカ・アフター・ダーク』に変更された。司会は当初ジャック・レスクーリーが、後にアル・コリンズが務め、インタビューはハイ・ガードナーが行い、ルー・スタイン率いるバンドが演奏した。番組の人気は低迷したため、NBC系列局の多くは放送を終了させた。同年、番組は元の構成に戻り、司会にジャック・パールを迎えて、『トゥナイト・スターリング・ジャック・パール』に改題した。
パールが司会だった時期に番組がさらなる成功を収めた結果、多くのNBC系列局は番組の放送を取りやめることにした。パールはその会話スタイル、比較的知的なインタビューゲスト、他の司会者との確執で有名だった。パールは1960年に不適切なジョークをめぐる論争で番組を降板したが、1か月後に復帰が認められた。パールは1回あたり105分で週に5回出演する『ザ・トゥナイト・ショー』の仕事量に対処できないとして、1962年に降板してからは二度と出演せず、その後1965年までは、プライムタイムで週に1回放送される自身の番組に出演していた。
パールの降板後、しばらくの間はグルーチョ・マルクスやモート・サールなどが司会を担当した。ジョニー・カーソンは1962年に『ザ・トゥナイト・ショー』の司会者に就任し、番組名は『ザ・トゥナイト・ショー・スターリング・ジョニー・カーソン』に変更された。カーソンはエンターテインメントの魅力を重視しており、モノローグを微調整して短いジョークを主役にし、寸劇のコメディ要素を際立たせるなど、番組の構成を整備した。エド・マクマホンはカーソンのアナウンサーの役目を果たしており、1962年から1966年までの間は、ドク・セバリンセンなどを雇っていたスキッチ・ヘンダーソンがバンドを率いていた。1967年にはセバリンセンがこの地位に就任し、NBCオーケストラのバンドリーダーを担当した。この番組は当初ニューヨークのNBCスタジオで収録されていたが、カーソンはよりエンターテインメント指向の番組にするための一環として、1972年にロサンゼルスのバーバンクへ移転した。
テレビ黎明期にNBCのライバルだったCBSとABCは、1960年代になるまでは深夜番組には積極的に進出しようとしなかった。ABCの深夜番組への最初の取り組みとしてレス・クレーンが司会を務めた番組が存在していたが、6か月で番組は終了した。また、1967年の夏にはビル・ダナが司会を務めたラスベガスを拠点とする深夜番組『ザ・ラスベガス・ショー』が放送されたが、5週間で終了した。
スティーブ・アレン自身は、この期間に1962年から1964年、および1968年から1971年までの2度、深夜番組でNBCに復帰していた。ABCが1967年に深夜帯で開始した、ジョーイ・ビショップが司会、レジス・フィルビンがアシスタントを務める番組『ジョーイ・ビショップ・ショー』は、『ザ・トゥナイト・ショー』に対抗してトーク番組の構成を採用し、1969年まで放送された。CBSは1969年に独立放送局から『ザ・マーヴ・グリフィン・ショー』を買収するまでは、深夜テレビ番組は放送していなかった（深夜番組に近いものとして、1963年から1967年まで放送されたプライムタイムのバラエティ番組『ザ・ダニー・ケイ・ショー』があった）。1972年にマーヴ・グリフィンが独立放送局に戻ると、CBSは1989年まで深夜トーク番組は放送せず、その代わりとして再放送や生活情報番組、輸入されたカナダのドラマをその時間帯で放送した。1960年代までに、NBCは深夜テレビの市場を独占し、それ以降数十年にわたって視聴率を独占することになった。

### 1970年代 - 1980年代

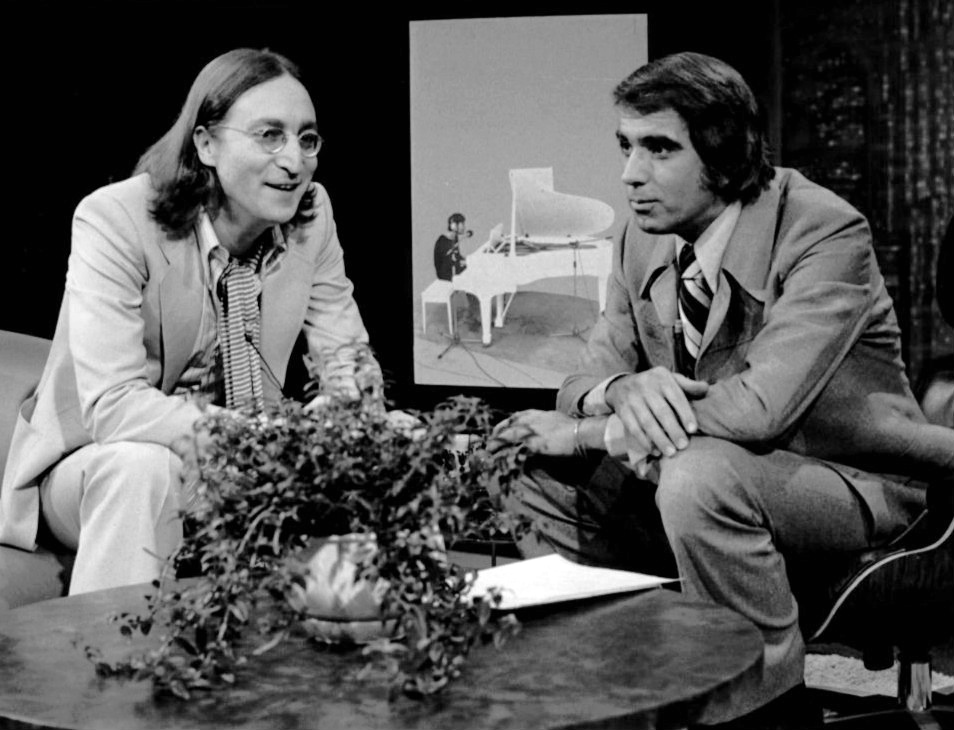
『ザ・トゥモロー・ショー』は控えめなインタビュー構成をとった。右は司会者のトム・スナイダー、左はインタビューを受けるジョン・レノン。

1971年にたばこ広告の全国的な禁止、プライムタイムの一部をローカル局のために確保するという要求、放送網が仲介者としての役割を果たすことを禁止する規則などといったテレビ放送網に関する数々の規制が実施されたことにより、NBCは損失をある程度取り戻すために番組の放送時間を拡大した。1973年にNBCは新たに2つの番組を開始した。1つは毎週金曜日に放送されたコンサート番組の『ザ・ミッドナイト・スペシャル』、もう1つはトム・スナイダーが司会を務め、毎週月曜日から木曜日まで放送された低予算のトーク番組『ザ・トゥモロー・ショー』である。いずれの番組も東部標準時で1時から、『ザ・トゥナイト・ショー・スターリング・ジョニー・カーソン』に続いて放送された。『ザ・トゥモロー・ショー』は『ザ・トゥナイト・ショー』とは異なる点が多く、例えば、当初はスナイダーはたばこを手に持ち、スタジオに観客を入れずに1対1のインタビューを行ったり、ゲストにはカーソンの番組には出ないような知識人、文化人、芸術家など、多方面から呼んだりしていた。1980年からの新たな契約により、カーソンは自身の番組を90分から60分に短縮することができるようになったことで、この短縮によって生まれた隙間を埋めるために、『ザ・トゥモロー・ショー』は一時期、早い時間帯へ移動になった。NBCは、スナイダーの砕けたスタイルでは早い時間帯で十分な視聴率は得られないと考えたため、番組構成を強制的にカーソンの番組に似たものに変え、ゴシップ記者のロナ・バレットを共同司会者として起用したが、2人は仲が悪く、放送内外で険悪な関係になった。この契約により、カーソンの制作会社であるカーソン・プロダクションズは『ザ・トゥナイト・ショー』に続く時間帯の所有権を獲得し、1年後にカーソン・プロダクションズとNBCは『レイト・ナイト・ウィズ・デイヴィッド・レターマン』を制作することになった。NBCがレターマンの後の時間帯でスナイダーにオファーした時、スナイダーは番組構成の強制的な変更に対して腹を立てていたためそれを拒否した。1982年に『ザ・トゥモロー・ショー』の放送が終了すると、その数か月後、ニュース番組の『NBCニュース・オーバーナイト』が代わりにその時間帯で放送を開始した。
カーソンは『ザ・トゥナイト・ショー』の司会者時代に「深夜の王様」として知られるようになった。マーヴ・グリフィンやディック・キャベットなど、数々の有名司会者がカーソンに対抗しようとしたが、カーソンの『ザ・トゥナイト・ショー』以上の成功を収めることはできなかった。カーソンも週に525分もの仕事量をこなすのに疲れてしまったため、『ザ・トゥナイト・ショー』は90分に短縮され、さらに1980年には年間15週の休暇をとって60分に短縮された。カーソンには当時ライバルがおらず、また1980年までは新たに司会を務めるエピソードは週に3回のみだったため、カーソンは自由に休暇をとることができ、カーソンの休暇中は数週間の間、ジョーン・リバーズ、デイヴィッド・レターマン、ボブ・ニューハート、ドン・リックルズ、デヴィッド・ブレナー、ジェリー・ルイスなどのゲスト司会者が番組に出演した。
晩年、カーソンは週に3回ゲスト司会者を迎えて新しいエピソードを制作し、残りの2回は『ベスト・オブ・カーソン』を再放送した。1983年から1986年までの間、ジョーン・リバーズとデヴィッド・ブレナーはカーソンの常設ゲスト司会者となった。1986年、NBC幹部を含む多くの人々は、カーソンが1987年10月1日に25周年を迎えた後に引退するかもしれないと考えていた。1986年の春、カーソンが翌年引退した場合に備えて、後任となる候補10人をNBC幹部がリストアップした社外秘のメモが流出した。これを見たリバーズは、1983年から『ザ・トゥナイト・ショー』の常設ゲスト司会者だったにも関わらず、自身の名前がリストに記載されていないことにショックを受けた。1986年、リバーズは新しく設立されたフォックス放送に加入し、そこで『ザ・トゥナイト・ショー』と同時間帯に放送される深夜トーク番組『ザ・レイト・ショー』の司会者となった。この番組では、クリント・ホームズがリバーズのアナウンサーを、マーク・ハドソンがバンドリーダーを務めた。カーソンは、リバーズから事前の相談がなかったことに激怒し、それ以降リバーズとは会話しなくなった。
ブレナーも1986年に『ザ・トゥナイト・ショー』を円満に降板し、30分の深夜トーク番組『ナイトライフ』を開始したが、1シーズンで打ち切りになった。
1980年代初頭にゲスト司会者として頻繁に出演していたギャリー・シャンドリングは、1986年から1987年にかけてジェイ・レノと交互に常設ゲスト司会者を務めていたが、自身の番組に集中するために降板し、レノが唯一のゲスト司会者となった。
1987年、NBCの『レイト・ナイト・ウィズ・デイヴィッド・レターマン』は大きな成功を収めたことで、放送が週4回から週5回に拡大し、4年前から放送されていた『フライデー・ナイト・ビデオズ』はその次の時間帯に移動した。『フライデー・ナイト・ビデオズ』は、その後も様々な構成の変更が行われ、2002年まで放送された。
カーソンは1987年には引退せず、レノを唯一の常設ゲスト司会者として1992年まで司会者として出演した。リバーズは低視聴率や放送局の幹部との対立により、1987年に『ザ・レイト・ショー』を降板させられ、後任にはアーセニオ・ホールが就任した。ホールの司会者就任後は18 - 49歳の層で非常に良い視聴率を獲得したが、フォックス放送は既に、『ザ・レイト・ショー』の代わりに『ザ・ウィルトン・ノース・リポート』を放送することを承認していた。1988年に『ザ・レイト・ショー』が打ち切りになると、ホールは独立局で深夜トーク番組『ジ・アーセニオ・ホール・ショー』の司会者に就任し、若い層の間で人気を集めた。カーソンの競合相手であるCBSの『ザ・パット・セイジャック・ショー』は1989年に始まったものの16か月足らずで終了した。ABCは深夜トーク番組でカーソンの番組と競合しないことを決めた。1980年にABCはリチャード・ドーソンを司会にした『ビザール』のパイロット版を制作し（後にジョン・バイナーを司会者としてShowtimeでレギュラー化）、さらにコメディ番組の『フライデーズ』を2年の間毎週放送した。代わりに、ABCは1980年から報道番組『ナイトライン』をカーソンの番組の裏番組として開始し、成功を収めた。
1988年8月22日から、NBCはレターマンの番組の後、NBCスポーツキャスターのボブ・コスタスが司会を務め、東部標準時で毎週月曜日から木曜日の1時35分から放送された30分番組『レイター』でその日の主要番組を終了した。この番組はニューヨークのコムキャスト・ビルディングで始まり、またコスタスが1人のゲストに対し、控えめながら真剣に集中してインタビューを行うことを決め、典型的な深夜の装飾がなかったという点において、初期にNBCの人気深夜番組だったトム・スナイダーの『ザ・トゥモロー・ショー』に類似していた。コスタスは1994年まで番組の司会を務めた。

### 1992年 - 2009年
カーソンは司会者30周年となった1992年に『ザ・トゥナイト・ショー』の司会者を引退した。多くのメディアが取り上げたことで、カーソンの後任について様々な推測が行われた。候補だったデイヴィッド・レターマン（1982年から『レイト・ナイト・ウィズ・デイヴィッド・レターマン』の司会者）とジェイ・レノ（1987年からカーソンの常設ゲスト司会者）のうち、最終的にレノが選ばれ、1992年に『ザ・トゥナイト・ショー・ウィズ・ジェイ・レノ』が始まった。レターマンはNBCを離れて1993年にCBSで同時間帯に放送される『レイト・ショー・ウィズ・デイヴィッド・レターマン』を開始し、『レイト・ナイト』の司会者にはレターマンに代わって新人のコナン・オブライエンが就任した。レターマンのデビュー後、アーセニオ・ホールの番組は多くの系列局で放送されなくなり、1年後に打ち切りになった。フォックス放送は1993年9月に『ザ・チェビー・チェイス・ショー』で深夜テレビ番組に復帰したものの、視聴率の低迷や悲惨な評価、自分の好きなように番組をやらせてもらえなかったチェビー・チェイスの怒りにより、番組は翌月に打ち切りになった。NBCの『レイター』では、ボブ・コスタスがケーブル番組『トーク・スープ』の司会者であるグレッグ・キニアに道を譲り、その後バーバンクへの移動と同時に、従来の視聴者と有名人によって成り立つ構成に移行した。キニアはその経験を活かして映画界に進出したため2年しか番組に出演せず、その後の4年間は多数の代理司会者が引き継いだ。MTVはジョン・スチュワートが司会者を務める『ザ・ジョン・スチュワート・ショー』で深夜番組の競争に参戦し、1995年まで放送された。
レターマンは当初、視聴率においては上回っていたが、1995年にはレノに後れをとった。レノは2009年に『ザ・トゥナイト・ショー』を降板するまで同時間帯の視聴率でほぼ1位だった。NBCの『レイト・ナイト』に対抗するため、CBSはレターマンのスタジオであるワールドワイド・パンツに『レイト・ショー』の後の時間帯の管理権を与え、1995年に『ザ・トゥモロー・ショー』の実質的な後継番組となる『ザ・レイト・レイト・ショー・ウィズ・トム・スナイダー』を初めて放送した。CBSは当初ボブ・コスタスを『ザ・レイト・レイト・ショー』の司会者、およびCBSのドキュメンタリー番組『60ミニッツ』の記者にすることを提案し、NBCと『レイター』から誘い出そうとしたが、NBCスポーツに残りたいというコスタスの希望や、NBC局長のディック・エバーソルとの関係もあって失敗した。スナイダーは1999年に降板し、後任にはクレイグ・キルボーンが就任した。この時に『ザ・レイト・レイト・ショー』は『レイト・ショー』やその他の深夜トーク番組に合わせて、低予算ではあるもののより従来型の構成に切り替えた。キルボーンは元々、コメディ・セントラルの深夜風刺ニュース番組『ザ・デイリー・ショー』の司会者であり、キルボーンの降板後はジョン・スチュワートが代わりに番組に出演した。
ABCは1997年、『ナイトライン』の後のラインアップに、1993年から1996年までコメディ・セントラルで放送されていた『ポリティカリー・インコレクト・ウィズ・ビル・マー』を加えて、15年ぶりに深夜コメディ番組に再び参入した。従来の深夜トーク番組とは異なり、『ポリティカリー・インコレクト』は30分番組で、ビル・マーの短いモノローグの後、マーがコメディ形式で司会を担当し、4人のゲストパネラーが時事問題について討論した。
21世紀に入ると、NBCの『レイター』は数年間様々な人物が司会を務めた後、最終的に他の常任司会者として、VH1のパーソナリティであるシンシア・ギャレットが就任し、アフリカ系アメリカ人の女性として初の深夜番組の司会者となった。しかしギャレットの出演は1年のみに終わり、NBCは1981年から1983年にかけて毎週金曜日に放送され、評論家から高い評価を受けたカナダ制作の深夜カルトコメディ番組である『セカンド・シティ・テレビジョン』の再放送をすることを決め、12年半にわたって放送された『レイター』の放送を終了した。
2001年9月11日のアメリカ同時多発テロ事件後の数日間は、多くの深夜トーク番組が放送中止になり、代わりに終日ニュース番組を放送していた。9月17日、レターマンは事件後初めて深夜トーク番組に出演し、オープニングのモノローグで状況に対応した。この時は通常の陽気な形式ではなく、ダン・ラザーやレジス・フィルビン、そしてトーリ・エイモスの演奏を取り上げた。『ポリティカリー・インコレクト』も9月17日に再開したが、大統領のジョージ・W・ブッシュがテロリストに与えた「臆病者」というレッテルに関してマーとゲストのディネシュ・ドゥスーザが行ったコメントにより物議を醸した。翌日の夜には『ザ・トゥナイト・ショー』が再開され、クロスビー・スティルス・ナッシュ&ヤングの演奏やジョン・マケインがフィーチャーされた。
NBCでは1時35分からの『セカンド・シティ・テレビジョン』の代替放送が1年後に終了した後、2002年1月に『ラスト・コール・ウィズ・カーソン・デイリー』が開始し、4か月後には週5回の放送に拡大された。この番組は当時放送されていた他の番組と異なり、毎年新作が放送されるのは6か月だけで、残りの6か月は再放送で編成されていた。2009年、『ラスト・コール・ウィズ・カーソン・デイリー』は従来のスタジオを主にした構成から、ロケで撮影されたインタビューや演奏を用いた旅行記のような構成に一新した。
『ポリティカリー・インコレクト』は2002年の夏に低視聴率により打ち切りとなったが、その後マーはHBOに加入し、同様の構成のレギュラー番組『リアル・タイム・ウィズ・ビル・マー』の司会者に就任した。その後、ABCはコメディ・セントラルのパーソナリティであるジミー・キンメルを起用した昔ながらの深夜番組『ジミー・キンメル・ライブ!』を開始した。この番組は2003年から2013年初頭まで、『ナイトライン』に続いて放送された。『ナイトライン』はケーブルニュースの普及により、視聴者数は最盛期を過ぎており、ABCはその時間帯でより良い視聴率がとれる可能性があると考えたため、『ジミー・キンメル・ライブ!』は2013年1月8日から東部標準時/太平洋標準時で23時35分からの放送に変更され、レターマンやレノの番組と同時間帯での放送となった。
2005年10月17日、コメディ・セントラルはレギュラーキャストのスティーヴン・コルベアが司会を務める『ザ・デイリー・ショー』のスピンオフである『コルベア・レポー』の放送を開始した。この番組はコメントをメインとしたケーブルニュース番組を風刺する構成であり、コルベアはビル・オライリーやショーン・ハニティーなどのFOXニュース司会者を思わせるようなナルシシストなコメンテーターを演じていた。
ジェイク・サセヴィルは、自主的な番組販売運動により、2008年に地方支部長からABC系列局の認可を得て、深夜番組に参入した。『ジ・エッジ・ウィズ・ジェイク・サセヴィル』は放送局からは懸念があったもの、一部地域では『ジミー・キンメル・ライブ!』の後に放送され、合計で3500万世帯に視聴された。この番組は2010年に放送終了した。2000年代後半に重要な認可を得た番組販売が行われる番組として、バイロン・アレンのエンターテインメント・スタジオズによって制作された『コミックス・アンリーシュト』があったが、2013年になっても新しいエピソードが制作されておらず、WCBS-TVやその他のCBSが所有・運営する一部の局は放送を取りやめていた。
2005年、スコットランド出身のクレイグ・ファーガソンはキルボーンから『ザ・レイト・レイト・ショー』の司会の座を引き継ぎ、番組名は『ザ・レイト・レイト・ショー・ウィズ・クレイグ・ファーガソン』に変更された。TBSは2009年にジョージ・ロペスが司会を務める『ロペス・トゥナイト』の放送を開始し、深夜番組に参入した。『ザ・トゥナイト・ショー』の放送50周年となる2004年9月24日、NBCは2009年にレノの後任としてコナン・オブライエンが就任することを発表した。レノは、1992年にカーソンが引退した後、レターマンではなく自身が司会者として選ばれた時に起こった辛い気持ちや論争を繰り返したくないと述べた。オブライエンが出演する最後の『レイト・ナイト』は2009年2月20日に収録された。『サタデー・ナイト・ライブ』を卒業したジミー・ファロンが2009年3月2日に『レイト・ナイト』の司会者に就任し、その後は『レイト・ナイト・ウィズ・ジミー・ファロン』として放送された。

### 2009年 -

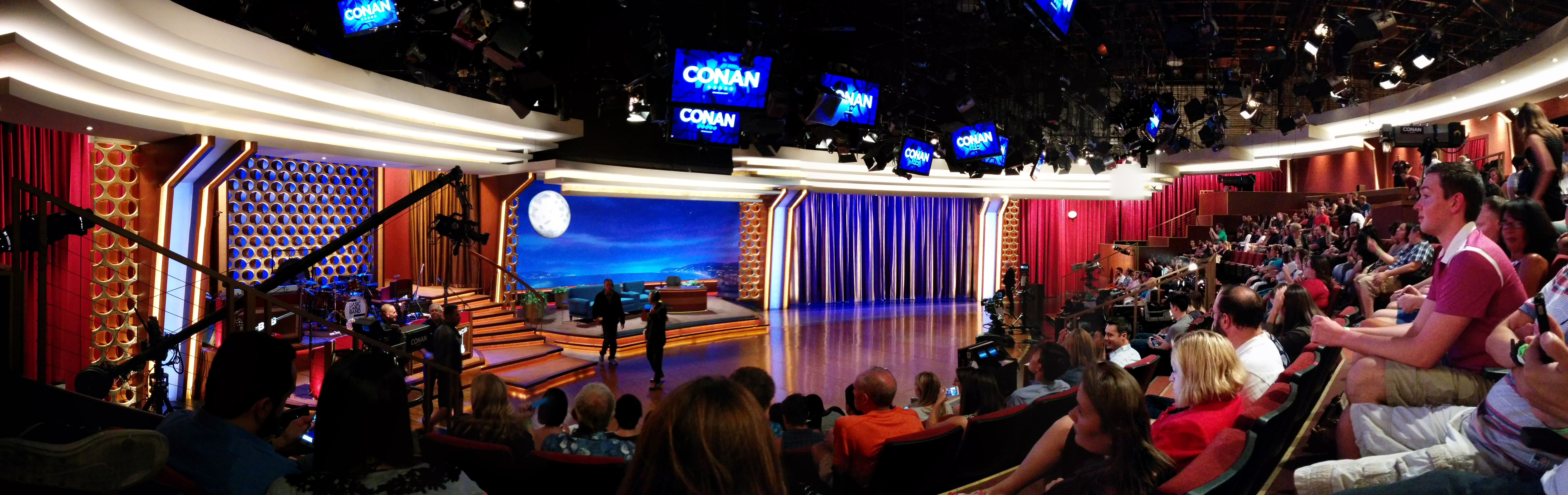
バーバンクのワーナー・ブラザース・スタジオにある『コナン』のスタジオ

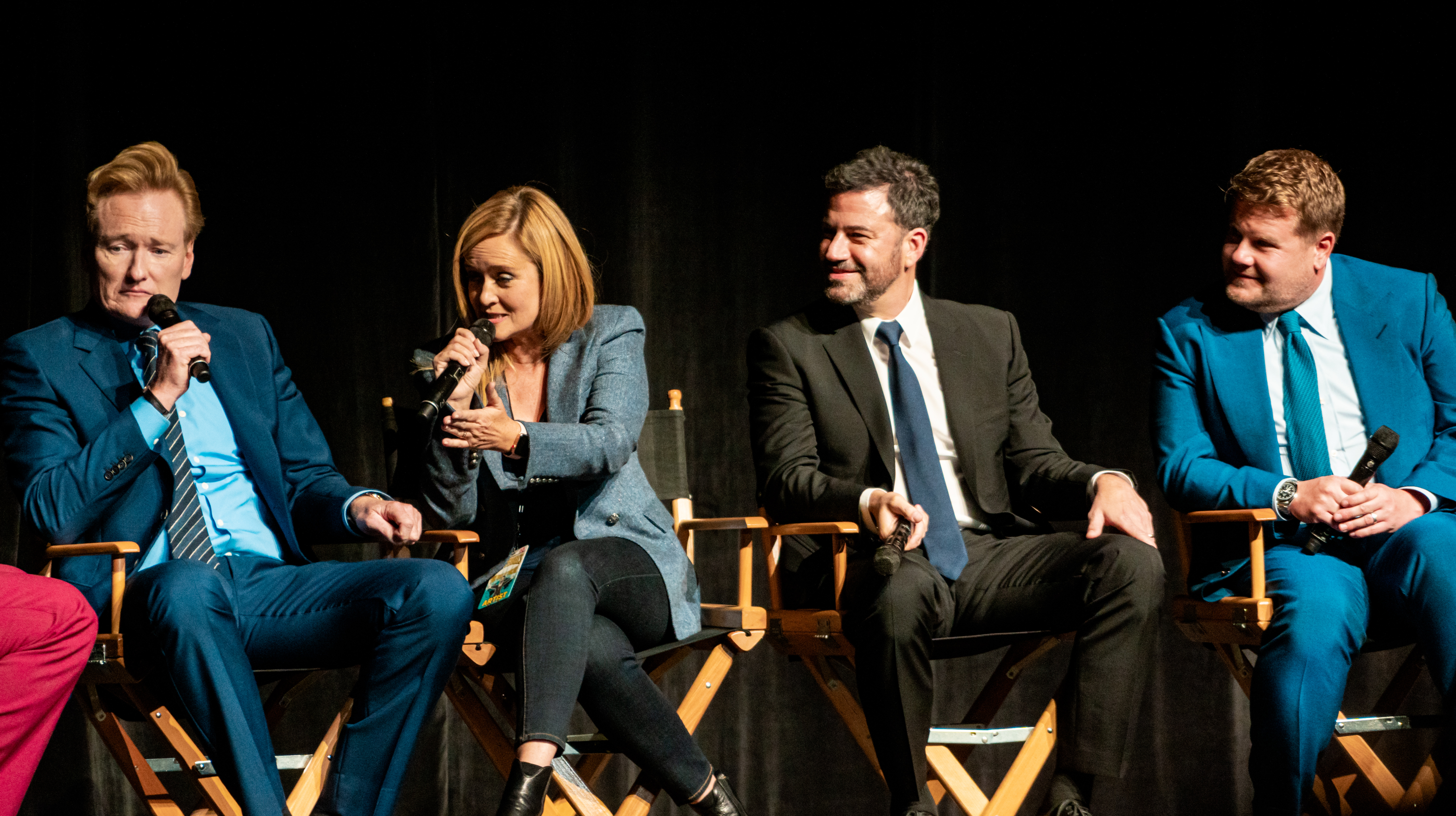
司会者のコナン・オブライエン、サマンサ・ビー、ジミー・キンメル、ジェームズ・コーデン（2018年）

ジェイ・レノは2009年5月29日、後任のコナン・オブライエンとミュージシャンのジェームス・テイラーをゲストに迎え、『ザ・トゥナイト・ショー・ウィズ・ジェイ・レノ』の最終回に出演した。次の月曜日である同年6月1日に、オブライエンは『ザ・トゥナイト・ショー・ウィズ・コナン・オブライエン』の司会を引き継いだ。
2009年9月、レノはNBCで新たにトーク番組『ザ・ジェイ・レノ・ショー』を開始した。この番組は平日の22時から深夜のローカルニュースと『ザ・トゥナイト・ショー』の前に放送され、過去の司会者時代から受け継いだ要素を特徴としていた。しかし視聴率は低迷し、NBC系列局からはその後のローカルニュース番組の視聴率に影響を与えていると苦情が寄せられた。
2010年1月7日、複数のメディアは2010年3月1日から『ザ・ジェイ・レノ・ショー』の放送開始時刻が23時35分に移動し、『ザ・トゥナイト・ショー・ウィズ・コナン・オブライエン』の放送開始時刻が23時35分から翌日0時5分に移動になると報じた。『ザ・トゥナイト・ショー』の放送開始時刻が東部標準時で0時を過ぎるのは初めてのことである。2010年1月12日、オブライエンは『ザ・ジェイ・レノ・ショー』の移動に合わせて『ザ・トゥナイト・ショー』の放送開始時刻が0時以降に移動になるのであれば、番組を降板するつもりであると正式発表した。オブライエンは1954年の番組開始以来、『ザ・トゥナイト・ショー』は深夜ローカルニュースの後に放送されるという伝統が損なわれると考えた。
数日間の交渉の後、オブライエンは『ザ・トゥナイト・ショー』を2010年1月22日に降板し、22年間にわたるNBCとの提携を終了することで合意した。レノは大規模な論争を経て、バンクーバーオリンピック後の2010年3月1日に再び『ザ・トゥナイト・ショー』の司会者に就任した。レノの再就任後の『トゥナイト』は、『ザ・ジェイ・レノ・ショー』のかつての収録場所であるバーバンクにあるNBCのスタジオ11で、番組のセットを変更したうえで収録された。オブライエンはNBCを離れた後、NBCとの競業避止の契約が終了したため、2010年11月8日からTBSで深夜トーク番組『コナン』の司会者に就任した。
2013年3月、NBCは2014年の契約満了後にレノと決別し、シリーズ60周年となる同年に始まる『ザ・トゥナイト・ショー』は、『レイト・ナイト』での司会者時代に、広告主が求めるような文化的に精通した若い視聴者を獲得することに成功したファロンが引き継ぐことになるだろうと報じられ、NBCは2013年4月3日にこの報道を認めた。ファロンのもとで、番組スタジオは1954年の開始から1972年まで収録が行われていたニューヨークに戻り、NBCはかつてカーソンとレノの司会者時代に収録していたバーバンクの自社スタジオを手放した（オブライエンの司会者時代にはユニバーサル・スタジオ・ハリウッドの近くにあるスタジオで収録していた）。2013年5月13日、ファロンが『ザ・トゥナイト・ショー』の司会者に就任した後は、『サタデー・ナイト・ライブ』で共演者だったセス・マイヤーズが『レイト・ナイト』の司会者を引き継ぐことが発表された。『ザ・トゥナイト・ショー・スターリング・ジミー・ファロン』は、NBCがソチオリンピックを放送していた2014年2月17日に初回が放送され、その1週間後に『レイト・ナイト・ウィズ・セス・マイヤーズ』の放送が開始した。
2014年と2015年にはCBSの深夜番組の再編が行われ、2014年4月にはクレイグ・ファーガソンが年末で『ザ・レイト・レイト・ショー』を降板すると発表した。2014年9月8日、イギリスの俳優・コメディアンであるジェームズ・コーデンが『ザ・レイト・レイト・ショー』の新司会者として就任することが発表された。『レイト×2ショー with ジェームズ・コーデン』は、『ザ・グラハム・ノートン・ショー』などのイギリスのトーク番組を手本にしており、モノローグを重視せず、また個別にインタビューするのではなく、番組全体を通して複数のゲストが出演することに重点を置いた。一方、2015年5月にレターマンは『レイト・ショー』を引退して33年間にわたる深夜番組のキャリアを終わらせ、9月にはコメディ・セントラルを離れたスティーヴン・コルベアが後任となった。2015年8月6日、ジョン・スチュワートも『ザ・デイリー・ショー』を引退し、後任には南アフリカ出身のコメディアンである共演者のトレバー・ノアが選ばれた。スチュワートは、その後製作総指揮として『ザ・レイト・ショー・ウィズ・スティーヴン・コルベア』に携わった。
『ザ・レイト・ショー・ウィズ・スティーヴン・コルベア』は、2016年アメリカ合衆国大統領選挙とドナルド・トランプ政権の風刺により、高い評価や視聴率を得た。さらに、深夜トーク番組の中では2018 - 2019年シーズンから3シーズン連続で視聴率が1位となり、ターゲット層（18 - 49歳）の視聴者数では1994 - 1995年シーズン以来初めて『ザ・トゥナイト・ショー』を僅差で上回った。
2019年2月12日、NBCは『ラスト・コール・ウィズ・カーソン・デイリー』の放送2000回目を最終回とすることを発表した。デイリーは『トゥデイ』や他の事業へも関わるようになったため、2013年には既に番組内での役割を減らしていた。2019年9月16日には、NBCはインド系カナダ人のYouTuberであるリリー・シンが司会を務める深夜トーク番組『ア・リトル・レイト・ウィズ・リリー・シン』の放送を開始した。アメリカの深夜トーク番組の司会者でインドにルーツをもつのはシンが初めてである。
新型コロナウイルス感染症の流行により、公衆衛生上の指示や集会の制限などが行われたため、2020年3月にはアメリカの深夜トーク番組のほぼ全てが構成を大幅に変更しなければならなくなった。当初は司会者の家からリモートで制作し、ゲストは全員オンライン会議で出演するという構成を採用していた。2020年7月までに、深夜トーク番組はスタジオを中心とした制作に戻り始めたが、スタジオの構成が変更されたり、通常とは異なる無観客のスタジオでの収録が行われたりしたほか、リモートでのインタビューが継続される場合もあった。2021年10月までに、無観客のスタイルを継続することを選択した『ザ・デイリー・ショー』以外の全ての深夜トーク番組は再び満員の観客がスタジオに入るようになった。
新型コロナウイルス感染症による制限の影響を初期に受けなかった数少ない番組として、2019年中に最初のシーズンが全て撮影されていた『ア・リトル・レイト・ウィズ・リリー・シン』がある。この番組は2021年1月に第2シーズンに向けて自宅を中心とした制作に移行したが、この理由としてシンはパンデミックによる影響と、従来のスタジオを中心とした構成よりも独創的なものが好みであることの両方を挙げた。シンは『ア・リトル・レイト』を2021年で終了することを決め、NBCはその時間帯を系列局に返還した。『コナン』は2021年6月24日に放送を終了し、オブライエンはHBO Max向けに毎週バラエティ番組を制作し、他のデジタルメディア事業に力を入れる計画を発表した。
2023年1月17日、クレイグ・ファーガソンがソニー・ピクチャーズ テレビジョンの新番組『チャンネル・サーフ・ウィズ・クレイグ・ファーガソン』で深夜テレビ番組に復帰することが発表された。『ザ・レイト・レイト・ショー』などの深夜番組とは異なり、この番組はテーマとして特にテレビに焦点を当てており、30分の時間帯での放送として番組販売が行われていた。
2023年4月27日、ジェームズ・コーデンは前年から降板が発表されていた『レイト×2ショー with ジェームズ・コーデン』の最終回に出演した。CBSはより低コストの構成を優先し、『ザ・レイト・レイト・ショー』シリーズの今後について再検討していると報じられた。2023年11月、CBSはテイラー・トムリンソンが司会を務め、兄弟会社のコメディ・セントラルで2013年から2017年まで放送されていたコメディ番組『@ミッドナイト』のリバイバルを2024年に後継番組として開始すると正式発表したが、この制作と放送は2023年に起きた全米脚本家組合とSAG-AFTRAによるストライキのために延期された。『レイト×2ショー with ジェームズ・コーデン』の時間帯ではその後、再放送や『コミックス・アンリーシュト』の未放送のエピソードが放送された。
2025年7月17日、CBSは深夜番組を巡る財政的な判断を理由として、『ザ・レイト・ショー・ウィズ・スティーヴン・コルベア』を2026年5月で終了することを発表した。